# Joan Capdevila
Joan Capdevila Méndez (Tàrrega, 3. veljače 1978.) umirovljeni je španjolski nogometaš.

## Vanjske poveznice
- Profil na Transfermarktu
- Profil na Soccerwayu